# Strictispira coltrorum
Strictispira coltrorum é uma espécie de gastrópode do gênero Strictispira, pertencente a família Pseudomelatomidae.